# Мовна гра
Мовна гра — термін Людвіга Вітгенштейна, введений ним у «Філософських дослідженнях» 1945 року для опису мови як системи конвенціональних правил, зафіксованих мовленнєвою системою. Поняття мовної гри передбачає плюралізм значень. Концепція мовної гри приходить на зміну концепції метамови. Значення слова є його вживання в рамках мовної гри, а правила такої гри є практика.
За Вітгенштейном мовний зворот «Сонце сходить» в рамках сучасної астрономічної теорії є не хибним, а безглуздим; в контексті ж мовної гри селян або туристів він, навпаки, осмислений.